# أوبن أوفيس.أورج إمبريس
أوبن أوفيس. أورج إمبريس (بالإنجليزية: OpenOffice.org Impress)‏ هو جزء من الحزمة المكتبية أوبن أوفيس.أورج طُوِرت من قبل صن ميكروسيستمز ومختص بالعروض التقديمية Presentation وهو مماثل لمايكروسوفت باوربوينت. بالإضافة إلى كونه قادراً على عمل ملفات PDF من العروض التقديمية، بإمكانه أيضاً تصدير العروض إلى صيغة أدوبي فلاش SWF متيحاً بذلك تشغيل هذه العروض على أي جهاز حاسوب عليه مشغل فلاش. بإمكانه عرض وتعديل وحفظ الملفات في العديد من الصيغ متضمناً صيغة PPT المستخدمة من قبل مايكروسوفت باوربوينت.
يفتقر البرنامج إلى تصميمات العروض الجاهزة، على الرغم من أن هناك قوالب جاهزة موجودة على الإنترنت. إمبريس برنامج مجاني تحت رخصة جنو العمومية الصغرى.